# Crowley (Colorado)
Crowley es un pueblo ubicado en el condado de Crowley en el estado estadounidense de Colorado. En el año 2000 tenía una población de 187 habitantes y una densidad poblacional de 267,1 personas por km².

## Geografía
Crowley se encuentra ubicada en las coordenadas 38°11′37″N 103°51′28″O / 38.19361, -103.85778.

## Demografía
Según la Oficina del Censo en 2000 los ingresos medios por hogar en la localidad eran de $30.313, y los ingresos medios por familia eran $32.083. Los hombres tenían unos ingresos medios de $21.875 frente a los $20.500 para las mujeres. La renta per cápita para la localidad era de $11.119. Alrededor del 15,3% de la población estaban por debajo del umbral de pobreza.